# Fédération Djiboutienne de Football
Die Fédération Djiboutienne de Football ist der nationale Fußballverband von Dschibuti. 
Der Fußballverband Dschibutis wurde 1979 gegründet. Seit 1986 ist der Verband Mitglied der CAF und seit 1994 Mitglied der FIFA. 1998 wurde der Verband Mitglied der UAFA.
Der Verband organisiert seit 1987 den Championnat National mit seiner obersten Spielklasse, der Division 1 und den nationalen Pokal Djibouti Cup. Des Weiteren organisiert der Verband die Spiele der dschibutischen A-Nationalmannschaft und der Fußball-Jugendnationalmannschaften.